# Teodoreto di Antiochia
Teodoreto di Antiochia, in greco Θεοδώρητος (... – Antiochia di Siria, 22 ottobre 362), è stato un prete cristiano siriano di lingua greca che morì martire ad Antiochia durante il regno dell'imperatore Giuliano. È venerato come santo e la sua vita è registrata solo attraverso le opere apologetiche.

## Biografia
Giuliano, governatore d'Oriente e zio dell'imperatore Flavio Claudio Giuliano, sapendo che nel tesoro di una delle chiese di Antiochia c'era molta ricchezza, era determinato a sottrarlo e pubblicò un bando che vietava il clero. Teodoreto, un prete che era detentore dei vasi sacri, si rifiutò di abbandonare il suo gregge e continuò pubblicamente a celebrare la divina liturgia. Il governatore Giuliano ordinò che fosse arrestato e portato davanti a lui, con le mani legate dietro la schiena: lo accusò di aver distrutto le statue degli dei in un tempo precedente. Teodoreto ribatté e rimproverò il governatore di apostasia. Allora ordinò che Teodoreto fosse torturato e i tormenti più atroci furono riversati su questo sacerdote eroico, che li portava con coraggio per il bene della sua fede. Si diceva che Teodoreto disse queste parole al governatore Giuliano e al magistrato: "O uomo più infelice," disse, "tu sai bene che nel giorno del giudizio del Dio crocifisso chi bestemmiate ti invierà e il tiranno che hai servire all'inferno ". In seguito fu decapitato il 22 ottobre 362.

## Culto

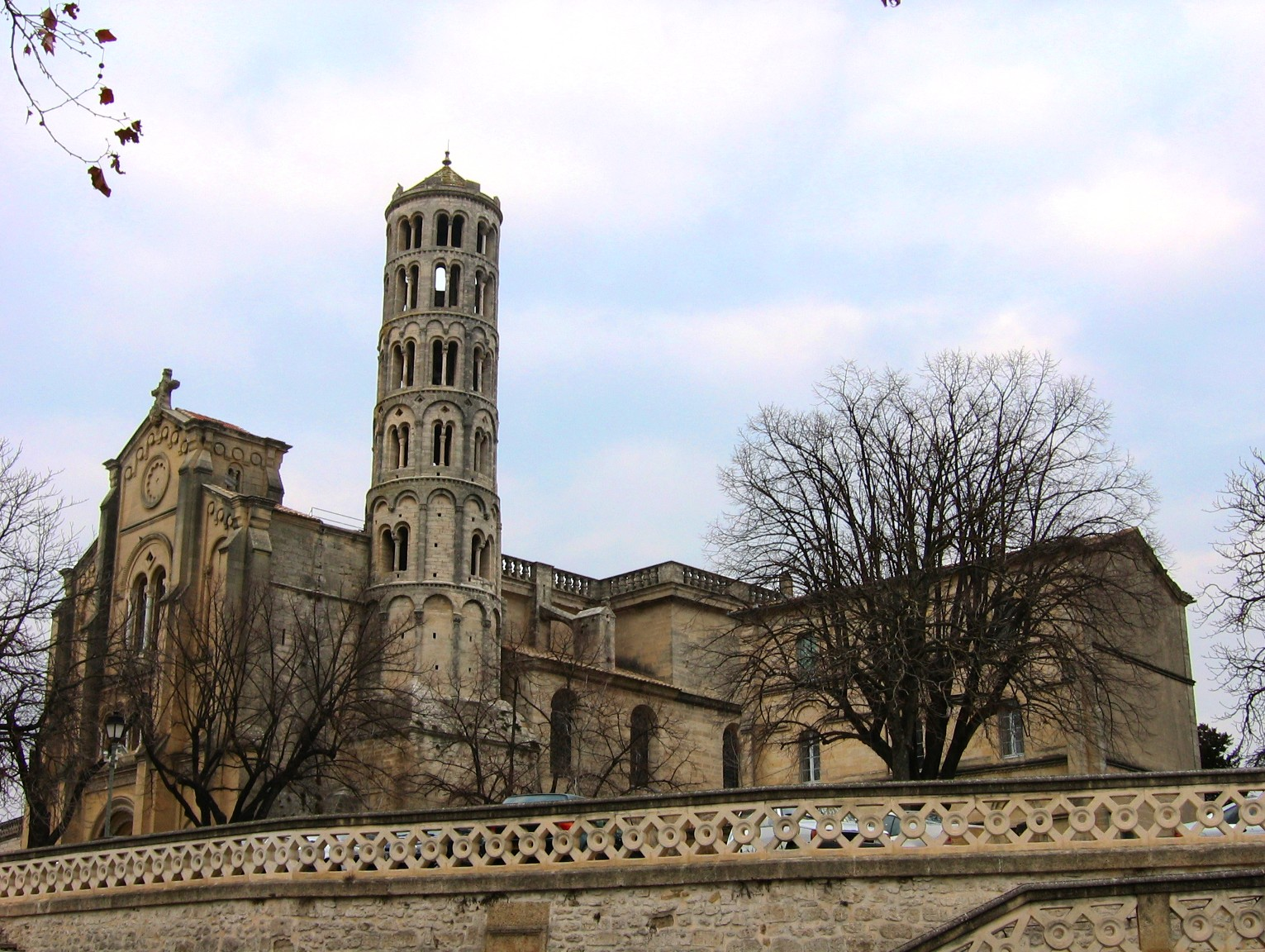
La cattedrale di San Teodoreto ad Uzès

Le sue reliquie furono poi portati a Uzès, nel sud della Francia e collocate nella cattedrale, che è dedicata a lui. 
La memoria liturgica è riportata nel Martirologio Romano al 23 ottobre: "Ad Antiochia in Siria, san Teodoreto, sacerdote e martire, che, come si tramanda, fu arrestato dall'empio Giuliano, imperatore d'Oriente, per aver perseverato nel professare la propria fede in Cristo e condotto, infine, al martirio. 